# Comté d'Union (Illinois)
Pour les articles homonymes, voir Comté de Union.
Le comté d'Union (en anglais : Union County) est un comté de l'État américain de l'Illinois. Le siège de comté est Jonesboro.

## Comtés voisins
| Nord-Ouest : Comté de Perry    | Nord : Comté de Jackson                    | Nord-Est : Comté de Williamson |
| Ouest : Comté de Cap Girardeau | Comté de Union                             | Est : Comté de Johnson         |
|                                | Sud : Comté de Pulaski & Comté d'Alexander |                                |

## Transports
- Interstate 57
- U.S. Route 51
- Illinois Route 3
- Illinois Route 127
- Illinois Route 146

## Villes
- Alto Pass
- Anna
- Cobden
- Dongola
- Jonesboro
- Mill Creek